# میراث فرهنگی

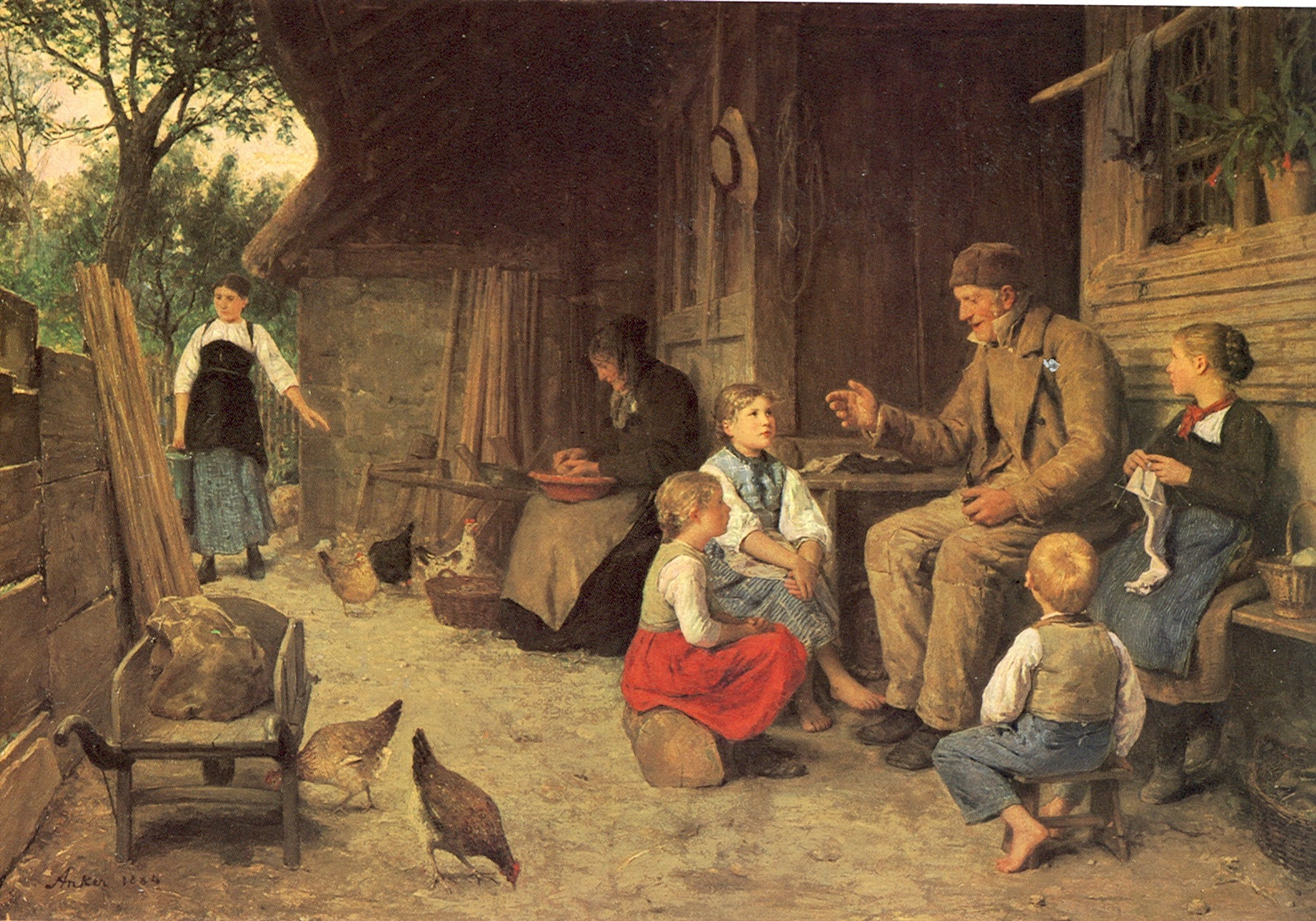
نقاشی یک میراث فرهنگی در رم

میراث فرهنگی به کلیهٔ آثار باقی‌مانده از گذشتگان گفته می‌شود که دارای ارزش فرهنگی باشد. این آثار می‌تواند دربرگیرندهٔ آثار ملموس (مانند بناهای باستانی) یا آثار ناملموس (مانند آداب و رسوم یک منطقه) باشد که امروزه در حفظ آن برای آیندگان می‌کوشند.
میراث فرهنگی منحصربه‌فرد، غیرقابل جایگزینی و در میان نسل‌ها از ارزش و احترام برخوردار است. چیزهای کوچک‌تر ازجمله آثار هنری و دیگر شاهکارهای فرهنگی در موزه‌ها و گالری‌های هنری گردآوری می‌شوند در حالی که برخی دیگر همچون بناهای باستانی در مجموع یک میراث فرهنگی شناخته می‌شود.

## اهمیت حفظ آثار
میراث بر جای مانده از گذشتگان در مطالعهٔ تاریخ بشر مؤثر هستند. حفظ آن‌ها نیازهای گذشتگان را بازگو می‌کند و در پس هر یک داستانی نهفته‌است. از دیدگاهی دیگر حفظ آثار می‌تواند به اعتبارسنجی خاطرات گذشتگان کمک کند.
امروزه روش‌های رایانه‌ای می‌تواند با دقت بسیاری شکل و ظاهر آثار اکتشافی را به دست آورد و داده‌های بسیاری را از شیوهٔ زندگی گذشتگان ارائه کند.
شوربختانه بیش‌ترین خطری که آثار باستانی را تهدید می‌کند از سوی گردشگران است. مواردی از قبیل دست زدن به آثار یا حتی نوری که برای دیدن آن‌ها مورد نیاز است و دیگر خطرهایی که در راه شناساندن و قابل درک ساختن آثار ایجاد می‌شود. در واقع این خطر، این حقیقت را که همهٔ آثار کشف شده در یک روند دگرگونی پیوسته قرار دارند تقویت می‌کند، بنابراین آنچه می‌کوشیم ثابت بماند در اصل در حال دگرگونی است و هرگز آنچه که در ابتدا بوده نخواهد بود.
دگرگونی مشابهی نیز در ارزش آثار برای هر نسل وجود دارد و چیزی که آنان را با گذشته پیوند می‌دهد. آنچه برای یک نسل میراث فرهنگی شناخته می‌شود، ممکن است توسط نسل بعدی حذف شود تنها برای این‌که توسط نسل پسین‌تر احیا گردد..

## گونه‌های میراث فرهنگی

### اموال فرهنگی

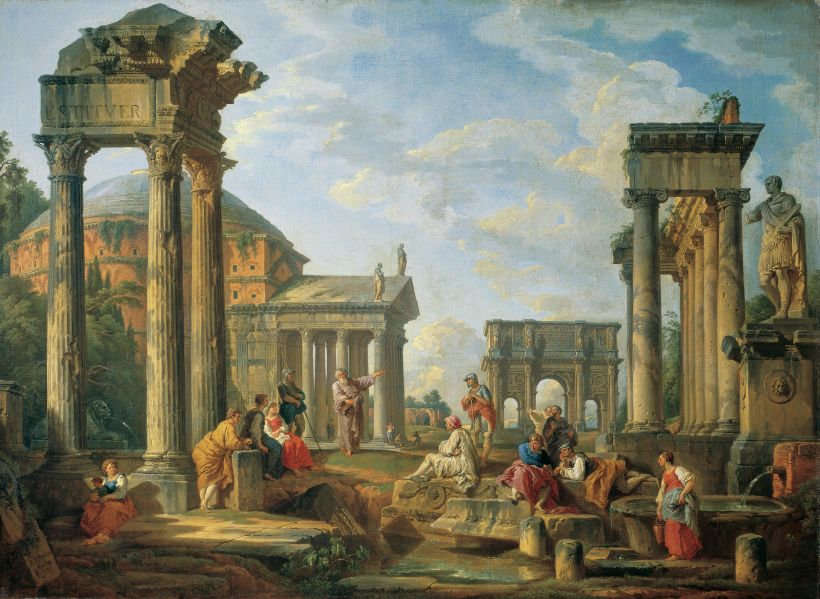
اثر هنرمندانه سال 1751 « ویرانه های رومی با یک پیامبر»‌ توسط جووانی پائولو پانینی، میراث فرهنگی امپراطوری روم که بعد ها پایه ای برای فرهنگ غربی به‌ویژه رنسانس و نوکلاسیسیسم شد.

اموال فرهنگی (میراث مادی) دربرگیرندهٔ میراث فرهنگی فیزیکی یا ملموس هستند مانند بناها و مکان‌های تاریخی، آثار باستانی، مجسمه‌ها، کتاب‌ها، اسناد، آثار هنری، ماشین‌ها و دیگر ساخته‌هایی که گمان می‌رود برای آیندگان ارزشمند باشند. این اموال، شامل اشیایی است که از نظر باستان‌شناسی، معماری، علوم یا فناوری برای یک فرهنگ معین بااهمیت باشند.
میراث مادی، به نوبهٔ خود، شامل میراث منقول (که به آسانی از جایی به جای دیگر قابل انتقال است) و میراث غیرمنقول (که قابل انتقال به جای دیگری نیستند) می‌شود. در گذشته و به ویژه در قوانین ملی کشورها میان میراث منقول و غیرمنقول، تفاوت زیادی وجود داشت و ارزش تاریخی بیش‌تر به یادمان‌ها، اشیای عتیقه و کارهای هنری معطوف بود. لیکن در سده‌های اخیر، اهل فن بر کم‌رنگ کردن مرز میان میراث منقول و غیرمنقول و یکپارچه‌سازی تمام وجوه میراث تمایل بیشتری نشان داده‌اند.
جنبه‌ها و رشته‌های حفظ میراث ملموس عبارتند از:

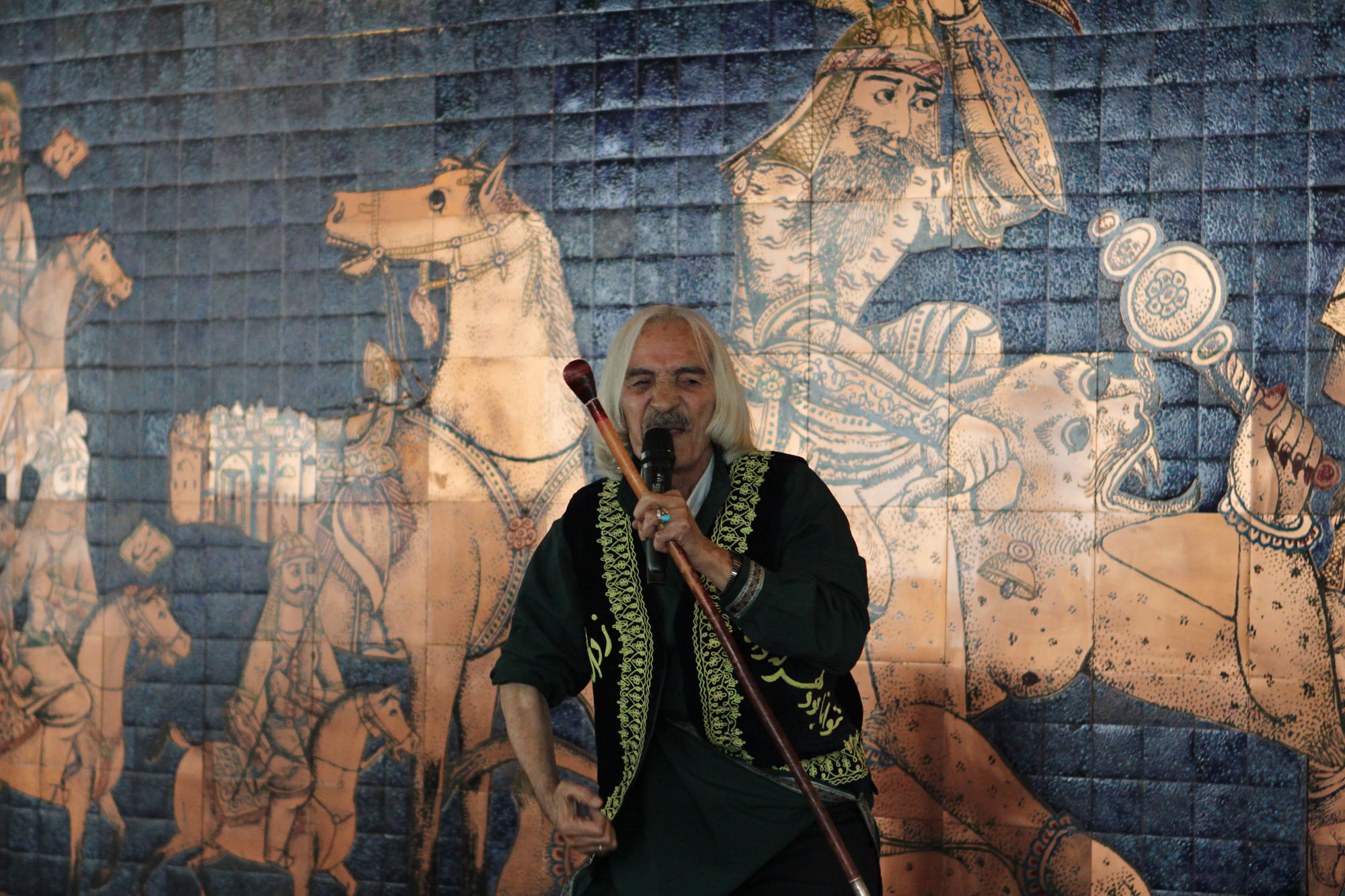
نقالی، یک میراث معنوی ثبت جهانی شده از سوی ایران

- بایگانی‌شناسی
- حفظ و مرمت
  - حفاظت هنری
  - حفاظت معماری
  - حفاظت فیلم
  - حفاظت گرامافون
- حفاظت دیجیتال

### میراث فرهنگی ناملموس (معنوی)
میراث فرهنگی ناملموس به جنبه‌های غیر فیزیکی یک فرهنگ گفته می‌شود و اغلب آداب و رسوم جامعه در یک دورهٔ زمانی را دربر می‌گیرد یا راه و روش رفتار در جامعه که معمولاً قوانین رسمی عمومی برای کارکرد در یک فضای فرهنگی خاص هستند. به عبارت دیگر میراث معنوی شامل بخشی از فرهنگ ماست که به شکل شفاهی و سینه به سینه به ما به ارث رسیده‌است.
این موارد شامل ارزش‌های اجتماعی، هنرهای نمایشی، هنرهای دستی و سنتی، سنت‌ها، آداب و رسوم و روش‌ها، باورهای زیبایی شناسانه و معنوی، بیان هنری، زبان و دیگر جنبه‌های کارکردهای انسانی است. به‌طور کلی حفظ میراث معنوی دشوارتر از حفظ میراث فرهنگی مادی است.

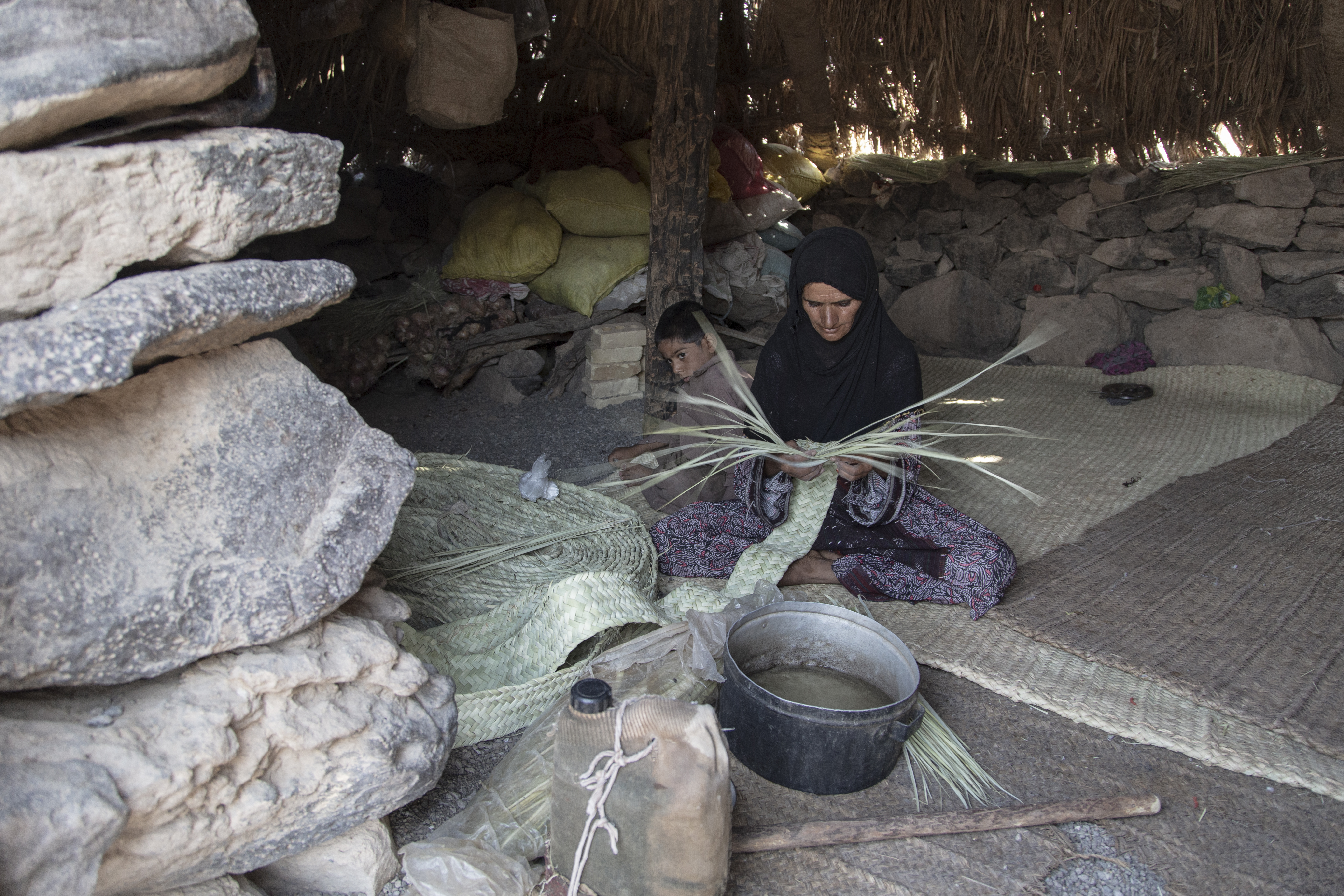
حصیر بافی در بین مردم بلوچ

میراث معنوی یا به عبارت دیگر میراث غیرملموس بخش اساسی فرهنگ هر جامعه را تشکیل می‌دهد. تمامی آثار به جا مانده از فرهنگ‌های مختلف، معرف اندیشه و فرهنگ معنوی حاکم بر آن جوامع می‌باشد. در حقیقت معنویات بشر به صورت آثار مادی، فرهنگی و تاریخی تجلی می‌یابد و جنبهٔ ملموس میراث معنوی را ایجاد می‌نماید. میراث فرهنگی، حقیقت فرهنگی هر ملت است و رکن اساسی آن به‌شمار می‌رود که در حقیقت همان جوهر یا اصل فرهنگ هر قوم را تشکیل می‌دهد. توجه به میراث معنوی از این نظر حائز اهمیت است که در مقابل یکسان‌سازی فرهنگی در جهان می‌تواند مقاومت نماید. با حمایت از فرهنگ‌های گوناگون و توجه به آن‌ها می‌توان در مقابل جهانی شدن ایستادگی نمود و از هویت فرهنگی حفاظت کرد.
جنبه‌های حفظ میراث ناملموس عبارتند از:
- فولکلور
- تاریخ شفاهی
- حفظ زبان

### میراث طبیعی

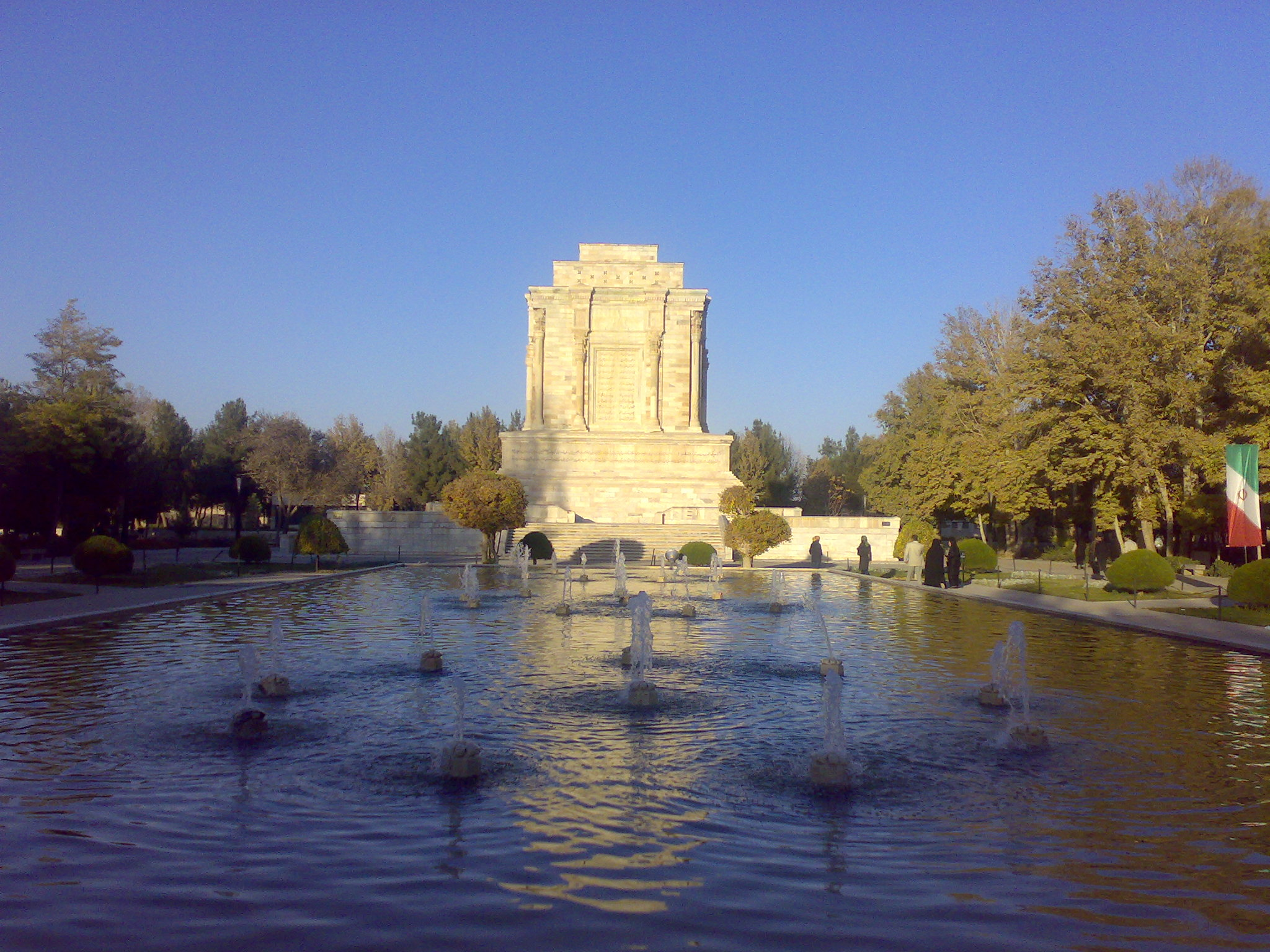
چشم‌انداز فرهنگی توس، نامزد ثبت جهانی یونسکو

میراث طبیعی نیز بخش مهمی از میراث جوامع است که دربرگیرندهٔ حومهٔ شهر، محیط زیست طبیعی از جمله گیاهان و جانوران به عنوان «تنوع زیستی» و عناصر زمین‌شناسی (از قبیل کانی شناسی، ژئومورفولوژی، فسیل‌شناسی و…) به عنوان «تنوع زمین» است. این گونه از مناطق میراثی، با جذب گردشگران خارجی و داخلی، اغلب به عنوان بخش مهمی از صنعت گردشگری یک کشور ایفای نقش می‌کنند.
جنبه‌های حفظ میراث طبیعی عبارتند از …

### چشم‌انداز فرهنگی
میراث فرهنگی همچنین ممکن است به چشم‌اندازهای فرهنگی گفته شود. میراث‌های طبیعی که دربرگیرندهٔ اموال فرهنگی از قبیل بناهای باستانی نیز باشند.
افزون بر این، یکی دیگر از وجوه بسیار مهم میراث، یعنی ارتباط میان میراث و جامعه، امروز جایگاه ویژه‌ای یافته‌است. به این ترتیب که میراث فرهنگی اعم از انواع مادی و غیر مادی آن بایستی در ارتباط با ارزش‌های فرهنگی جامعه تولیدکننده آن، مطالعه و بررسی شود.

## جنبش میراث جهانی

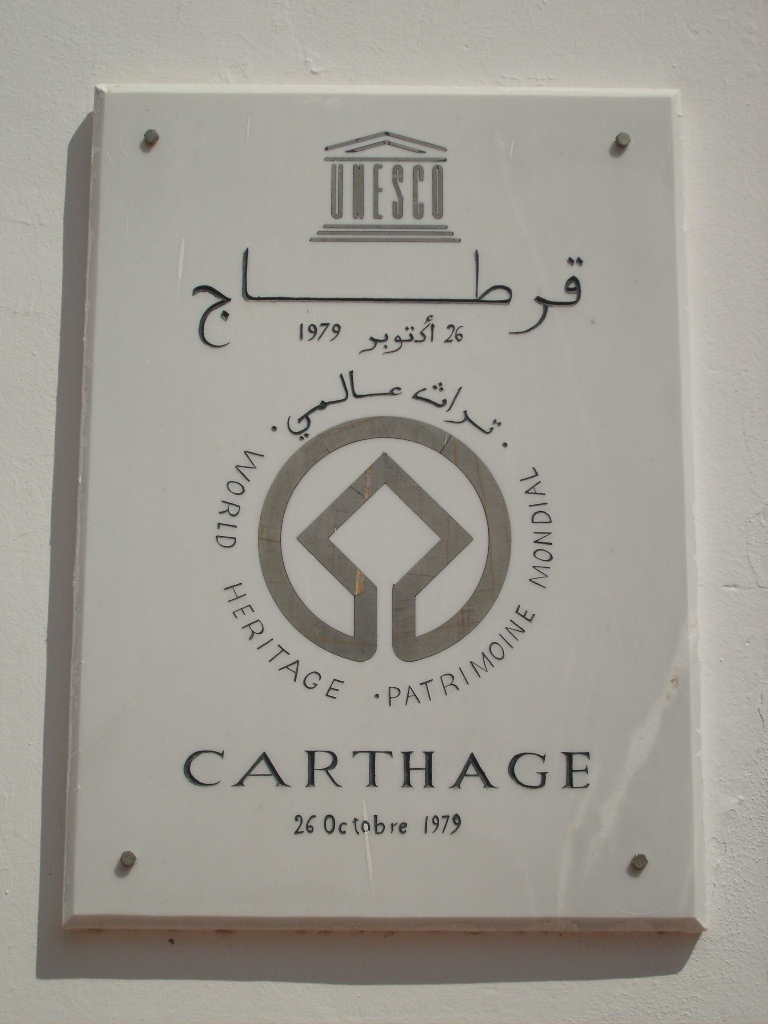
پلاک معرفی کننده کارتاژ به عنوان یک میراث جهانی

ثبت جهانی آثار نتیجهٔ نگرانی جهانی از حفاظت میراث فرهنگی و طبیعی بود که در کنفرانس یونسکو در ۱۹۷۲ به تصویب رسید. بناهای یادبود، گروه‌هایی از بناها و مانند آن باید دارای ارزش جهانی زیادی از نظر تاریخ، هنر یا علم باشند تا صلاحیت قرار گرفتن در طبقه‌بندی جهانی را به دست آورند.
به عنوان مثال، میراث فرهنگی زیر آب توسط کنوانسیون حفاظت از میراث فرهنگی زیر آب یونسکو محافظت می‌شود. این قرارداد یک سند قانونی است که کمک به کشورهای عضو برای بهبود حفاظت از میراث فرهنگی زیر آب است.
افزون بر این، یونسکو آغاز به تعیین شاهکارهای میراث شفاهی و ناملموس بشریت کرده‌است.
سندها و پیمان‌های بین‌المللی در این زمینه عبارتند از:
- منشور آتن، ۱۹۳۱
- پیمان زوریخ، ۱۹۳۵
- کنوانسیون لاهه برای حفاظت از میراث فرهنگی هنگام وقوع جنگ، ۱۹۵۴
- منشور ونیز، ۱۹۶۴
- منشور بارسلونا، ۲۰۰۲
- ایکوموس
- کمیتهٔ بین‌المللی سپر آبی مدیریت بلایای طبیعی و انسانی